# 鈴根らい
鈴根 らい（すずね らい、1977年（昭和52年）4月17日 - は、日本の漫画家、同人作家、歌い手。女性。

## 来歴
1992年（平成4年）から少女漫画雑誌に持ち込むなど少女漫画を描いていたが、2006年（平成18年）から個人サークル「鈴根らい地下室」で活動を開始し、男性向け成人向け漫画家に転向する。
2011年、東日本大震災におけるチャリティ同人誌企画「エロチャリ」に参加した。

## 作品

### 漫画
- すうぃむすまいりぃ(comic小桃 vol.1 GB出版)
- お兄ちゃんのバカっ！(COMIC阿呍 2008年1月号 VOL.149 ヒット出版)
- 紺色ぱんつの弱点(COMIC阿吽 2009年1・2月合併号 VOL.152 ヒット出版)

### 単行本
- パイズリアンドロイド(オークス)
- パイズリアンドロイド　ロリ巨乳処女喪失編(三和出版)
- のじゃロリババア狐さまのもり(楽楽出版)